# Paepalanthus henriquei
Paepalanthus henriquei là một loài thực vật có hoa trong họ Eriocaulaceae. Loài này được Silveira & Ruhland mô tả khoa học đầu tiên năm 1903.